# Prostitutie in Den Haag

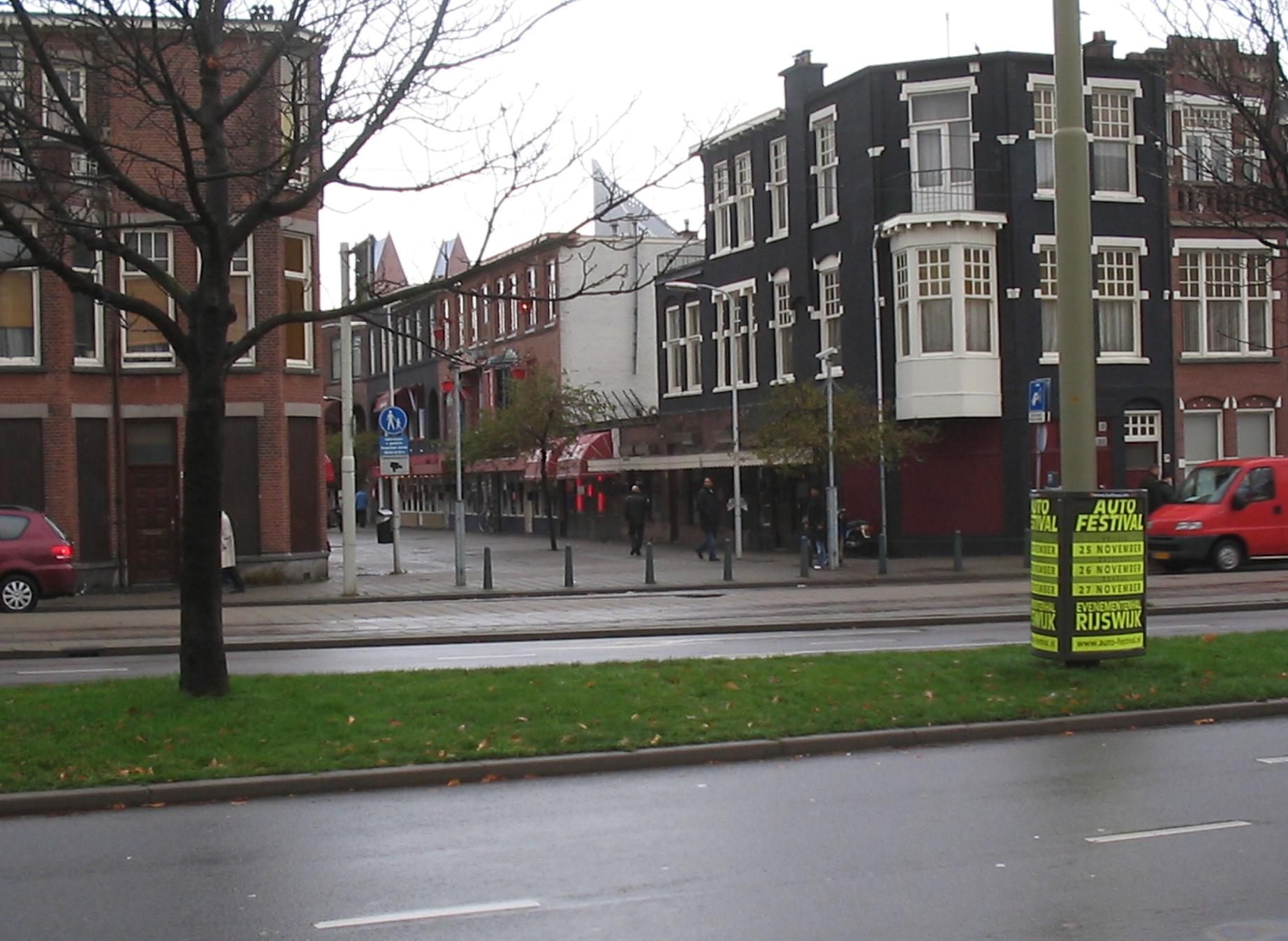
Geleenstraat overdag

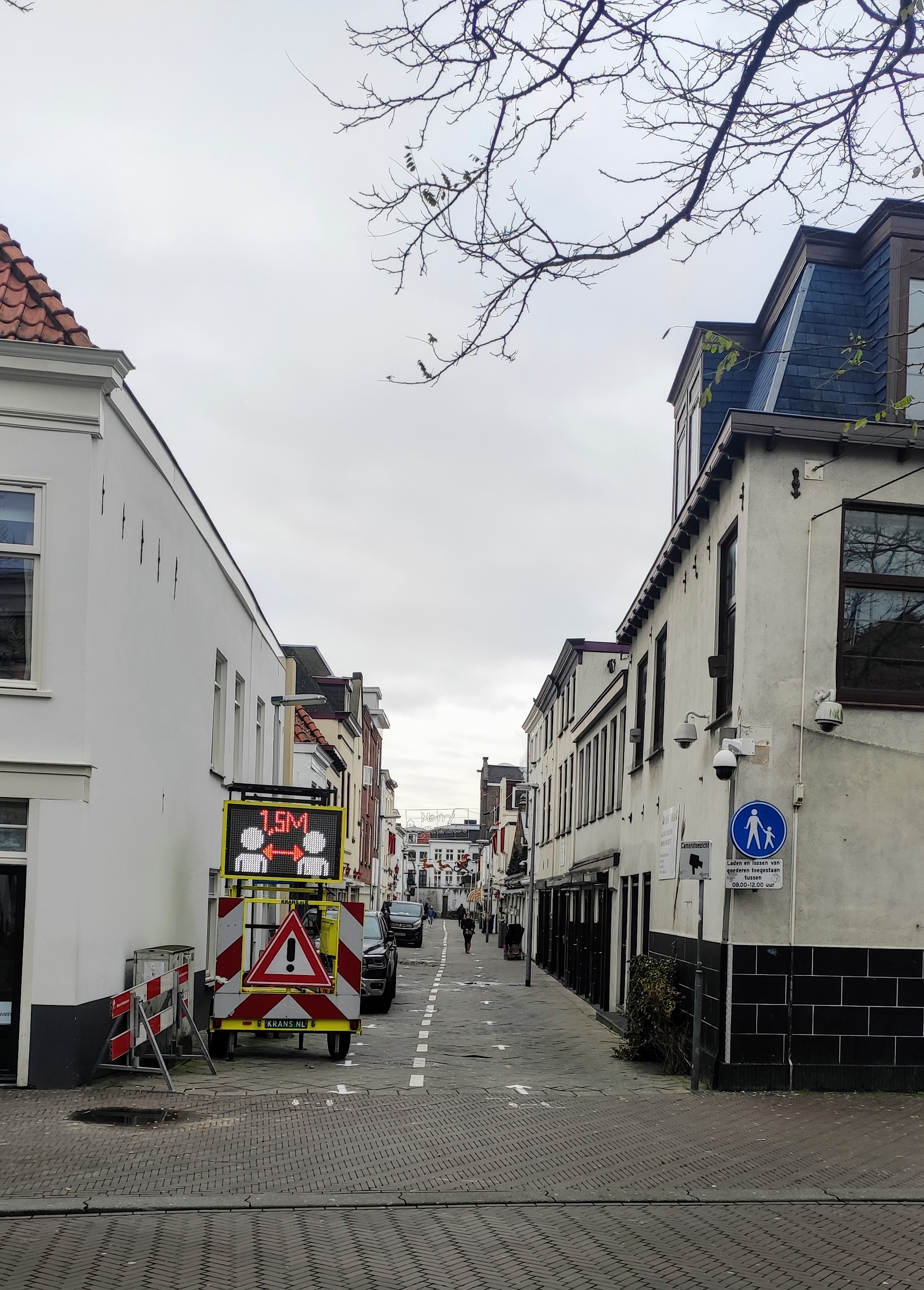
De Doubletstraat in 2020

Raamprostitutie vindt in Den Haag plaats in twee afzonderlijke locaties:
- de Doubletstraat in het Oude Centrum met 190 ramen;[1]
- de Geleenstraat en aangrenzende Hunsestraat in de Rivierenbuurt met 140 ramen.[1]

## Geschiedenis

### Raamprostitutie
De raamprostitutie op 'het Zieke' en het Huygenspark werd in 1911 genoemd in een debat in de Tweede Kamer.
Tot 2005 was er nog een derde, en destijds grootste, prostitutiestraat; de Poeldijksestraat in de Schilderswijk met 300 ramen. Deze ramen werden in 2005 gesloten waarna in januari 2006 de betrokken panden zijn gesloopt.

### Straatprostitutie
Rond 1900 was het Binnenhof een Haagse tippelzone. Overdag was het Binnenhof een druk verkeersknooppunt, maar 's avonds vond er prostitutie plaats, geslachtsverkeer dus.
Om overlast van straatprostitutie te beperken of 'beheersbaar te maken' stelde Den Haag in 1983 een 'tippelzone' in, aan de Waldorpstraat in het Laakkwartier. Er werden voorzieningen gerealiseerd zoals een 'huiskamer' waar de prostituees terecht konden voor medische zorg, douche, eten, condooms en dergelijke.
Vanaf 2000 werd de situatie rond de tippelzone naar het oordeel van de autoriteiten onbeheersbaar, mede door de opheffing van het bordeelverbod in 2000, opheffing van visumplicht voor Oostbloklanden, concentratie van illegalen, dealers en junks, misschien ook door te weinig toezicht van de autoriteiten. Daarop ging Den Haag in 2006 op 1 maart over tot opheffing van de tippelzone.
Amsterdam (De Wallen) · 
Achterdam (Alkmaar) · 
Bokkingshang (Deventer) · 
Eindhoven · 
Groningen · 
Den Haag · 
Haarlem · 
Leeuwarden · 
Nijmegen · 
Utrecht · 
tot 2006: Spijkerkwartier (Arnhem)